# Phaonia ocellaris
Phaonia ocellaris är en tvåvingeart som beskrevs av Malloch 1929. Phaonia ocellaris ingår i släktet Phaonia och familjen husflugor. Inga underarter finns listade i Catalogue of Life.